# Rick van den Oever
Rick van den Oever (né le 18 avril 1992 à Sint-Oedenrode aux Pays-Bas) est un archer néerlandais. Il est deux fois médaillés aux championnats du monde de tir à l'arc, une fois en extérieur et une fois en intérieur.

## Biographie
Rick van den Oever commence le tir à l'arc en 2001. Il participe à ses premières compétitions internationales en 2005. Son premier podium mondial est en 2013, alors qu'il remporte l'argent à l'épreuve par équipe à l'arc classique.

## Palmarès
- Jeux olympiques de la jeunesse[1]
  -  Médaille d'argent à l'épreuve individuel homme aux Jeux olympiques de la jeunesse d'été de 2010 à Singapour.

- Championnats du monde[1]
  -  Médaille d'argent à l'épreuve par équipe homme aux championnats du monde 2013 à Antalya (avec Sjef van den Berg et Rick van der Ven).

- Championnats du monde en salle[1]
  -  Médaille de bronze à l'épreuve par équipe homme aux championnats du monde en salle 2014 à Nîmes (avec Sjef van den Berg et Rick van der Ven).

- Championnats du monde junior[1]
  -  Médaille de bronze à l'épreuve par équipe homme aux championnats du monde junior de 2011 à Legnica.

- Coupe du monde[1]
  -  Médaille d'argent à l'épreuve par équipe homme à la coupe du monde 2017 de Berlin.

- Championnats d'Europe[1]
  -  Médaille d'or à l'épreuve par équipe homme aux Championnats d'Europe de 2012 à Amsterdam.